# الفزع (فلم)
الفزع (Dread) هو فيلم رعب بريطاني لعام 2009 من تأليف وكتابة أنتوني ديبلاسي وبطولة جاكسون راثبون، وشون إيفانز وهاني ستين، استنادًا إلى القصة القصيرة التي تحمل نفس الاسم لكليف باركر. نُشرت القصة في الأصل عام 1984 في المجلد الثاني من مجموعات قصص باركر للدم القصيرة.

## دور للممثلين
- جاكسون راثبون فى دور ستيفن جريس [3]
- شون إيفانز كقائد [4]
- هاني ستين في دور شيريل فروم
- لورا دونيلي دور آبي
- جوناثان ريدوين في دور جوشوا شو
- بالوما فيث في دور كلارا ثورنهيل
- سيوبهان هيوليت كأم للقائد

## القصة
من المُقرر أن تتغير حياة الطالب ستيفن جريس من اليوم الذي يلتقي فيه كويد، وهو طالب أيضًا. يقترح كويد على ستيفن عمل فيلم وثائقي عن أكثر مخاوف الناس الخفية. يقبل ستيفن، مقتنعًا بأنه مجرد مشروع مدرسي، بما في ذلك صديقه شيريل. أثناء إعداد الفيلم الوثائقي، أدرك الاثنان أن كويد يتخذ موقفًا غريبًا ومزعجًا بشكل متزايد، يقرر ستيفن مقاطعة المشروع عندما يقوم كويد في نوبة غضب بتدمير المعدات. يتدهور الوضع أكثر فأكثر مما يحول المهمة المدرسية إلى مأساة دموية.
في كلية صغيرة، يقوم كويد وصديقه ستيفن بإجراء «دراسة الخوف» كمشروع مدرسي، حيث يسجلان أشخاصًا يتحدثون عن أعظم مخاوفهم. ومع ذلك، فإن كويد مضطرب نفسيًا تمامًا ويريد نقل الخوف إلى «المستوى التالي». رأى كويد والديه يقتلان على يد قاتل بالفأس عندما كان طفلاً؛ هذا هو أكبر مخاوفه، وهو يريد أن يتعلم ما يخافه الآخرون وكيف يتعاملون معه، من أجل إيجاد طريقة لتحدي رعبه. توفي شقيق ستيفن أثناء القيادة في حالة سكر، ويتساءل ستيفن عما إذا كان شقيقه سيظل على قيد الحياة إذا كان قد قاد السيارة بدلاً من ذلك.
- شيريل محررة المشروع، تعرضت للتحرش من قبل والدها عندما كانت طفلة صغيرة، كان والدها يعمل في مصنع لتعبئة اللحوم، وكان يشم رائحة اللحم وهو يتحرش بها. حتى يومنا هذا لا تتحمل رائحة اللحم وترفض أكله. يخطفها كويد ويغلق عليها الغرفة وبها شريحة لحم مملحة ومطهية جيدًا على طبق. بعد حوالي أسبوع، أكلت أخيرًا قطعة لحم البقر الفاسد بالكامل.

- جوشوا طالب أصبح خوفه أن يصبح أصم مرة أخرى، لأنه فقد سمعه مؤقتًا بعد تعرضه لحادث طفولة. في الليلة التالية، أطاح به كويد وأطلق مسدسًا بالقرب من أذنيه، مما أدى إلى تحطم طبلة الأذن وتركه أصمًا مرة أخرى.

- آبي، طالبة لديها وحمة داكنة تغطي نصف وجهها وجسدها، والتي لا تريد أن يراها أحد، مرعوبة من التعرض للمضايقة أو النبذ بسببها. يقوم كويد بإعداد لقطات فيديو لتجردها من ملابسها قبل ممارسة الجنس على كل تلفزيون في الحرم الجامعي. بعد أن شعرت بالإذلال، تملأ آبي حوض الاستحمام بالمُبيّض وبدأت في تنظيف بشرتها. وجدها ستيفن عارية وتنزف دماً، فينقلها إلى المستشفى. ثم يُلاحقه كويد بالفأس. يتبعهما جوشوا، على افتراض أن ستيفن وكويد يعملان معًا.

يوقظ ستيفن مقيدًا على كرسي، ويتمكّن من التحرر لكنه ركض إلى جوشوا، أطلق كويد النار على جوشوا فقتله، ويشاهد ستيفن يموت من جرح الفأس. يسحب الجثة إلى غرفة في الطابق السفلي، حيث توجد شيريل. قام بإلقاء جسد ستيفن مع مفتاح كهربائي وقال، «دعونا نرى مدى الجوع الذي يجب أن تكوني عليه لتجاوز ذلك.» يتركها تبكي مع جثة ستيفن قبل أن تبدأ في أكل لحمه من الجوع.

## الإنتاج
تم تصوير النص المكون من 104 صفحة في 28 يومًا فقط. الرسوم في الفيلم من صنع نيكول بالزاريني.

## الإصدار
تم عرض الفيلم لأول مرة عالميًا في مهرجان مونتريال فانتازيا لعام 2009، حيث تم اختيار الموزع أفتر دارك فيلمز. تم الإعلان عن إدراج فيلم الفزع بالمركز الرابع في مهرجان رعب بعد حلول الظلام لعام 2010. صدر الفيلم في دور السينما الأمريكية في 29 يناير 2010.

## الإستقبال
وصف الفيلم آلان دارت من فانجوريا بأنه «تكيف مختلط ولكنه إيجابي بشكل عام» لقصة باركر. وصفه سكوت وينبرغ من فييرنت بأنه «عمل ذكي لتحقيق التوازن بين المخاوف الأساسية، ومفهوم مرعب، وشيء أكثر من (أجرؤ على القول) موت دماغي». قام بول ماكنيبال من Dread Central بتصنيفه 4/5 النجوم والوصف «تكيف جيد للقصة القصيرة» التي «تستحق وقتك». قال دينيس هارفي من مجموعة متنوعة أن الفيلم «مؤامرات، حتى لو كان لا يرضي تماما». وصفه نويل موراي من نادي AV بأنها «مكتوبة وأكثر من مجرد طنانة صغيرة». دعا بريت كولم من دي في دي فيرديكت أنه تكييف جيد لقصة باركر الذي «بالتأكيد يستحق التدقيق». صنفه إيان جين من دي في دي توك بأنه 3.5 من 5 النجوم والوصف بأنه «إثارة صغيرة سيئة ملتوية تتميز ببعض العروض الجيدة وتبرز مقطوعات تساعدك على تجاوز ميزانيتك المنخفضة».

## روابط خارجية
- مقالات تستعمل روابط فنية بلا صلة مع ويكي بيانات
- الفزع  في قاعدة بيانات الأفلام على الإنترنت (بالإنجليزية)